# 普里济亚克
普里济亚克（法語：Priziac，法語發音：[pʁizjak]）是法国莫尔比昂省的一个市镇，位于该省西北部，属于蓬蒂维区。

## 地理
普里济亚克（48°3'41"N, 3°24'34"W）面积44.63 平方千米，位于法国布列塔尼大區莫尔比昂省，该省份为法国西北部沿海省份，位于布列塔尼半岛南部，北起阿摩尔滨海省、西接菲尼斯泰尔省，南濒大西洋，东南接大西洋卢瓦尔省，东临伊勒-维莱讷省。
与普里济亚克接壤的市镇（或旧市镇、城区）包括：普卢赖、圣蒂格迪阿勒、勒克鲁瓦斯蒂、圣卡拉代克特雷戈梅、贝尔内、梅朗、勒法韦特、朗戈内。
普里济亚克的时区为UTC+01:00、UTC+02:00（夏令时）。

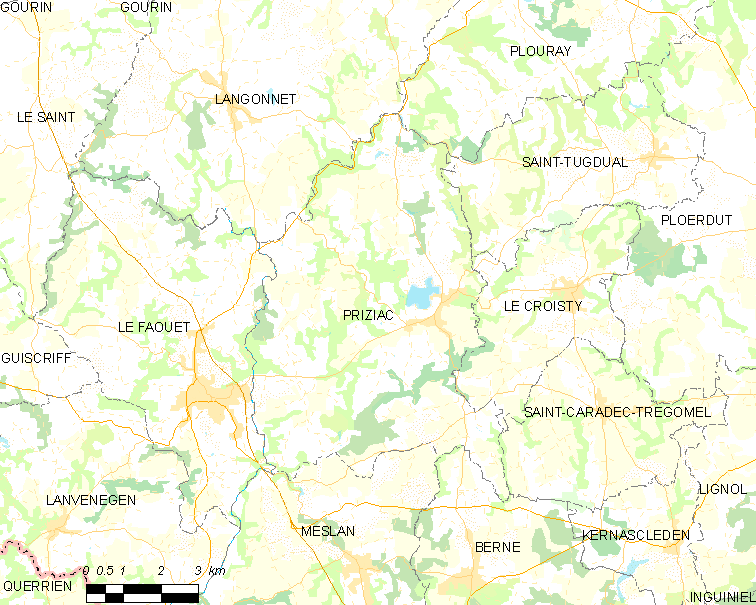
普里济亚克的OSM定位图

## 行政
普里济亚克的邮政编码为56320，INSEE市镇编码为56182。

## 政治
普里济亚克所属的省级选区为古兰县。

## 人口

1962-2008年间普里济亚克人口变化图示

普里济亚克于2022年1月1日时的人口数量为1024人。